# Parigi-Tours 2008
La Parigi-Tours 2008, centoduesima edizione della corsa ciclistica e valevole come prova del circuito UCI Europe Tour 2008, si svolse il 12 ottobre 2008, per un percorso totale di 252 km. Fu vinta dal belga Philippe Gilbert, al traguardo con il tempo di 5h47'43" alla media di 43,484 km/h.
Al traguardo di Tours 175 ciclisti portarono a termine il percorso.

## Ordine d'arrivo (Top 10)
| Pos. | Corridore        | Squadra         | Tempo    |
| ---- | ---------------- | --------------- | -------- |
| 1    | Philippe Gilbert | F. des Jeux     | 5h47'43" |
| 2    | Jan Kuyckx       | Landbouwkrediet | s.t.     |
| 3    | Sébastien Turgot | Bouygues Tél.   | s.t.     |
| 4    | Nicolas Vogondy  | Agritubel       | s.t.     |
| 5    | Tyler Farrar     | Garmin          | a 4"     |
| 6    | Robbie McEwen    | Silence         | s.t.     |
| 7    | Erik Zabel       | Milram          | s.t.     |
| 8    | Daniele Bennati  | Liquigas        | s.t.     |
| 9    | Kristof Goddaert | Topsport Vla.   | s.t.     |
| 10   | Tom Boonen       | Quick Step      | s.t.     |